# 조지 애체롯

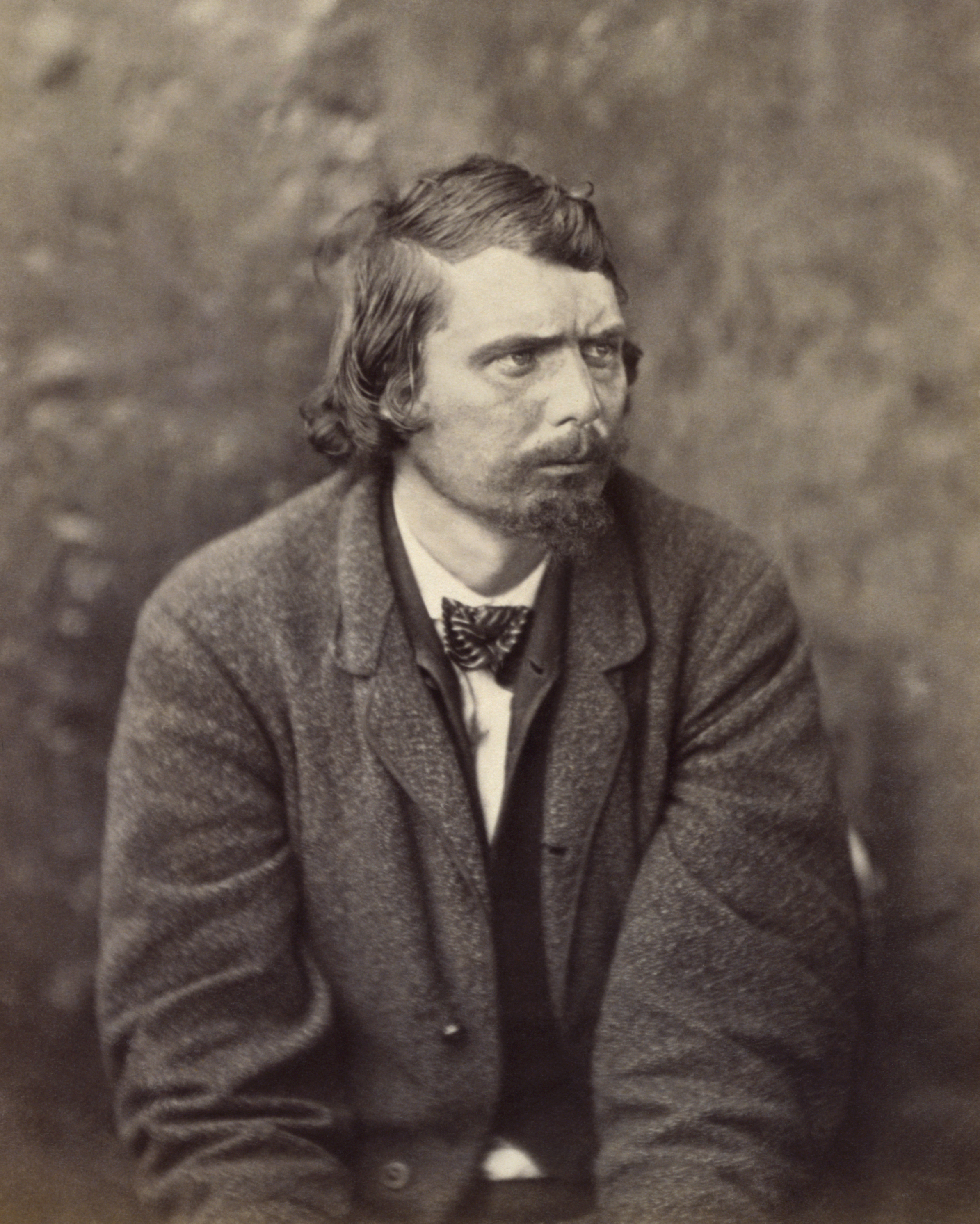

조지 애체롯(George Andreas Atzerodt, 1835년 6월 12일 ~ 1865년 7월 7일)은 링컨 대통령의 암살범인 존 윌크스 부스의 공범이다. 부통령이었던 앤드루 존슨의 암살을 할당받았지만, 냉정을 잃고서 시도를 하지 못했다. 결국 체포되어 다른 공범들과 함께 교수형에 처해졌다.

## 어린 시절
애체롯은 독일 튀링겐주의 도르나의 작은 마을에서 태어났다. 1843년 독일에서 8살의 나이로 이민을 왔다. 성인이 되자 메릴랜드주의 타바코 항에서 마차 수리 가게를 차렸다.

## 공모
1865년 1월, 그의 마차 수리 가게가 실패한 몇 년 후에 워싱턴 DC에서 존 수랏은 존 윌크스 부스에게 그를 소개했다.